# Marcela Rajdová
Marcela Rajdová provdaná Bischof (* 8. dubna 1965 Karlovy Vary) je bývalá československá sportovní plavkyně.

## Sportovní kariéra
Plavat se naučila v 11 letech během plaveckého kurzu pro základní školy v Sokolově. Po skončení kurzu uplavala vzdálenost 200 m a byla vybrána do plaveckého klubu při TJ Baník Sokolov. Pod vedením Petra Zemana se během tří let vypracovala v nadějnou sportovní plavkyni a neunikla pozornosti skautů ze střediska vrcholového sportu (SVS) při TJ Rudá hvězda Praha. Specializovala se na plavecký styl motýlek.
V roce 1979 měla raketový vstup na československou plaveckou scénu. Na letním mistrovství získala ještě v barvách Baníku Sokolov svůj první mistrovský titul mezi dospělými. V srpnu poprvé reprezentovala Československo na závodech Družba mládeže zemí východního bloku v bulharském Sandanski, kde na 100 m motýlek obsadila ve finále druhé místo. Na podzim přestoupila do pražského klubu Rudá hvězda k trenéru Ladislavu Špitálníkovi. V závěru roku překonala poprvé československý rekord na 100 m motýlek časem 1:04,87.
V olympijském roce 1980 snížila v průběhu zimní sezóny hodnotu československého rekordu na 100 m motýlek na 1:03,79. Do nominace na olympijské hry v Moskvě se však nedostala. Šéftrenér reprezentace Jan Vokatý ji nechtěl zatěžovat v 15 letech dvěma velkými akcemi krátce po sobě. V srpnu krátce po olympijských hrách se konalo mistrovství Evropy juniorů ve švédském Skövde, kde mohla získat medaili, na rozdíl od olympijských her, kde by stěží postoupila z rozplaveb. 10. srpna získala titul juniorské mistryně Evropy na 100 m motýlek v legendárním čase 1:02,98. Tento československý rekord překonala až po 12 letech na olympijských hrách v Barceloně Martina Moravcová časem 1:02,11. Jako český rekord vydržel dalších pět let, když ho v roce 1997 vymazala z tabulek Yvetta Hlaváčová časem 1:02,61. Po návratu řekla: "Skočila jsem do vody a plavala jsem nejrychleji jak to šlo. Pár metrů před cílem se podívám a vidím – vedu. A v takové chvíli udělá člověk všechno pro to, aby vyhrál."
V roce 1981 u ní nastala mírná stagnace vlivem náročného studia na sportovním gymnáziu Přípotoční. Přes studijní povinnosti se však dokázala připravit na letní sezónu a obzvlášť se zlepšit na dlouhém motýlku 200 m. Na mistrovství ČSR se jako první československá motýlkářka dostala na 200 m pod 140 sekund časem 2:19,49. Závěrečnou přípravu na zářijové mistrovství Evropy v jugoslávském Splitu absolvovala v srpnu ve Strakonicích. V přípravě plavala časy na 100 m motýlek stabilně pod 64 sekund. Trenér Špitálník si oddychl se slovy "konečně už nemá starosti se školou". Ve své úvodní disciplíně 200 m motýlek doplavala na mistrovství Evropy s vypuštěným koncem v čase 2:24,41 na předposledním 19. místě. Šetřila síly na svojí hlavní, kratší trať další den. V závodě na 100 m motýlek zaplavala v rozplavbách čas 1:04,43, který stačil až na 14. místo. Ve večerním B-finále doplavala poslední v čase 1:05,02.
V roce 1982 začala její výkonnost prudce stagnovat. Na 100 m motýlek dokonce přestala stačit na oddílovou kolegyni Martinu Štefkovou, která jí v létě vzala československý rekord na 200 m motýlek časem 2:19,38 – pravda tento čas byl stále hluboko za evropskou špičkou. Po letní sezóně 1983 s vrcholovou přípravou skončila.